# Zaleptus pretiosus
Zaleptus pretiosus is een hooiwagen uit de familie Sclerosomatidae.